# Scotognapha
Scotognapha is een geslacht van spinnen uit de familie bodemjachtspinnen (Gnaphosidae).

## Soorten
De volgende soorten zijn bij het geslacht ingedeeld:
- Scotognapha arcuata Wunderlich, 2011
- Scotognapha atomaria Dalmas, 1920
- Scotognapha brunnea Schmidt, 1980
- Scotognapha canaricola (Strand, 1911)
- Scotognapha convexa (Simon, 1883)
- Scotognapha costacalma Platnick, Ovtsharenko & Murphy, 2001
- Scotognapha galletas Platnick, Ovtsharenko & Murphy, 2001
- Scotognapha haria Platnick, Ovtsharenko & Murphy, 2001
- Scotognapha juangrandica Platnick, Ovtsharenko & Murphy, 2001
- Scotognapha medano Platnick, Ovtsharenko & Murphy, 2001
- Scotognapha paivai (Blackwall, 1864)
- Scotognapha taganana Platnick, Ovtsharenko & Murphy, 2001
- Scotognapha teideensis (Wunderlich, 1992)
- Scotognapha wunderlichi Platnick, Ovtsharenko & Murphy, 2001